# La Brea (serie de televisión)
La Brea es una serie de televisión de ciencia ficción estadounidense creada por David Appelbaum. Se estrenó en NBC el 28 de septiembre de 2021. La serie es producida por Keshet Studios y Universal Television. En noviembre de 2021, la serie fue renovada para una segunda temporada que se estrenó el 27 de septiembre de 2022. En enero de 2023, la serie fue renovada para una tercera y última temporada, que se estrenó el 9 de enero de 2024. La serie finalizó el 13 de febrero de 2024. 

## Sinopsis
Cuando un enorme socavón se abre en medio de Los Ángeles, en los Pozos de asfalto de La Brea, cientos de personas y edificios son arrastrados a sus profundidades. Los que sobrevivieron se encuentran en una misteriosa y peligrosa tierra primitiva, donde tienen que unirse para sobrevivir. Mientras tanto, el resto del mundo busca desesperadamente entender lo que ha ocurrido. En la búsqueda de respuestas, una familia separada por los acontecimientos tendrá que desvelar los secretos de este suceso para encontrar un camino de vuelta entre ellos.

## Elenco

### Principal
- Natalie Zea como Eve Harris (temporadas 1–2; invitada temporada 3)
- Eoin Macken como Gavin Harris
- Diesel La Torraca como Isaiah
- Karina Logue como Marybeth Hill (temporada 1)
- Zyra Gorecki como Izzy Harris
- Jack Martin como Josh Harris
- Veronica St. Clair como Riley Velez
- Rohan Mirchandaney como Scott Israni
- Lily Santiago como Veronica Ccomotillo
- Chloe De Los Santos como Lilly Ccomotillo (temporada 1)
- Michelle Vergara Moore como Ella Jones (temporada 2; recurrente temporada 1)
- Jon Seda como Dr. Sam Velez
- Josh McKenzie como Luccomo Hayes
- Nicholas Gonzalez como Levi Delgado
- Tonantzin Carmelo como Paara (temporada 2; recurrente temporada 1)

### Recurrente
- Ione Skye como Jessica Harris (temporada 1)
- Virginie Laverdure como Dr. Sophia Nathan (temporada 1)
- Toby Truslove como Agente Adam Markman (temporada 1)
- Pacharo Mzembe como Tony Greene (temporada 1)
- Stephen Lopez como Billy Fisher (temporada 1)
- Damien Fotiou como Judah
- Ming-Zhu Hii como Dr. Rebecca Aldridge (temporadas 1–2)
- Mark Lee como Silas (temporadas 1–2)
- Martin Sensmeier como Taamet (temporada 2)
- Jonno Roberts como James Mallet (temporada 2)
- Melissa Neal como Caroline Clark (temporada 2)
- Simone McAullay como Kiera (temporada 2)
- Chantelle Jamieson como Ruth (temporada 3)
- Claudia Ware como Maya Schmidt (temporada 3)
- Emily Wiseman como Helena (temporada 3)

## Episodios

### Temporadas
| Temporada | Temporada | Episodios | Episodios | Emisión original         | Emisión original        |
| Temporada | Temporada | Episodios | Episodios | Primera emisión          | Última emisión          |
| --------- | --------- | --------- | --------- | ------------------------ | ----------------------- |
|           | 1         | 10        | 10        | 28 de septiembre de 2021 | 30 de noviembre de 2021 |
|           | 2         | 14        | 14        | 27 de septiembre de 2022 | 28 de febrero de 2023   |
|           | 3         | 6         | 6         | 9 de enero de 2024       | 13 de febrero de 2024   |

### Temporada 1 (2021)
| N.º en serie | N.º en temp. | Título            | Dirigido por     | Escrito por                     | Fecha de emisión original | Audiencia (millones) |
| ------------ | ------------ | ----------------- | ---------------- | ------------------------------- | ------------------------- | -------------------- |
| 1            | 1            | «Pilot»           | Thor Freudenthal | David Appelbaum                 | 28 de septiembre de 2021  | 6.37                 |
| 2            | 2            | «Day Two»         | Cherie Nowlan    | David Appelbaum                 | 5 de octubre de 2021      | 5.05                 |
| 3            | 3            | «The Hunt»        | Adam Davidson    | Jose Molina                     | 12 de octubre de 2021     | 5.06                 |
| 4            | 4            | «The New Arrival» | Thor Freudenthal | Zakiyyah Alexander              | 19 de octubre de 2021     | 5.12                 |
| 5            | 5            | «The Fort»        | Greg McLean      | Arika Lisanne Mittman           | 26 de octubre de 2021     | 5.20                 |
| 6            | 6            | «The Way Home»    | Adam Davidson    | Steven Lilien y Bryan Wynbrandt | 2 de noviembre de 2021    | 4.03                 |
| 7            | 7            | «The Storm»       | Thor Freudenthal | Aiyana White                    | 9 de noviembre de 2021    | 4.70                 |
| 8            | 8            | «Origins»         | Cherie Nowlan    | Jessica Granger y Andre Edmonds | 16 de noviembre de 2021   | 4.67                 |
| 9            | 9            | «Father and Son»  | Thor Freudenthal | Arika Lisanne Mittman           | 23 de noviembre de 2021   | 4.33                 |
| 10           | 10           | «Topanga»         | Adam Davidson    | David Appelbaum                 | 30 de noviembre de 2021   | 4.94                 |

### Temporada 2 (2022–23)
| N.º en serie | N.º en temp. | Título                   | Dirigido por     | Escrito por                                      | Fecha de emisión original | Audiencia (millones) |
| ------------ | ------------ | ------------------------ | ---------------- | ------------------------------------------------ | ------------------------- | -------------------- |
| 11           | 1            | «Three Days Later»       | Adam Davidson    | David Appelbaum, Steven Lilien y Bryan Wynbrandt | 27 de septiembre de 2022  | 4.02                 |
| 12           | 2            | «The Cave»               | Adam Davidson    | Rob Wright                                       | 4 de octubre de 2022      | 3.90                 |
| 13           | 3            | «The Great Escape»       | David M. Barrett | Arika Lisanne Mittman                            | 11 de octubre de 2022     | 3.54                 |
| 14           | 4            | «The Fog»                | Ron Underwood    | Andre Edmonds                                    | 18 de octubre de 2022     | 3.38                 |
| 15           | 5            | «The Heist»              | David M. Barrett | Jessica Granger                                  | 25 de octubre de 2022     | 3.47                 |
| 16           | 6            | «Lazarus»                | Adam Davidson    | Bisanne Masoud                                   | 1 de noviembre de 2022    | 3.47                 |
| 17           | 7            | «1988»                   | Dan Liu          | Erica Meredith                                   | 15 de noviembre de 2022   | 3.31                 |
| 18           | 8            | «Stampede»               | Christine Moore  | Russel Friend                                    | 31 de enero de 2023       | 2.20                 |
| 19           | 9            | «Murder in the Clearing» | Nick Gomez       | Peter Beals y Onalee Hunter Hughes               | 31 de enero de 2023       | 2.02                 |
| 20           | 10           | «The Return»             | Greg McLean      | Rob Wright                                       | 14 de febrero de 2023     | 2.12                 |
| 21           | 11           | «The Wedding»            | Tara Miele       | Jerome Schwartz                                  | 21 de febrero de 2023     | 1.98                 |
| 22           | 12           | «The Swarm»              | Rose Troche      | Christopher Hollier                              | 21 de febrero de 2023     | 1.72                 |
| 23           | 13           | «The Journey, Part 1»    | Cherie Nowlan    | David Appelbaum                                  | 28 de febrero de 2023     | 1.92                 |
| 24           | 14           | «The Journey, Part 2»    | Adam Davidson    | David Appelbaum                                  | 28 de febrero de 2023     | 1.77                 |

### Temporada 3 (2024)
| N.º en serie | N.º en temp. | Título                  | Dirigido por     | Escrito por          | Fecha de emisión original | Audiencia (millones) |
| ------------ | ------------ | ----------------------- | ---------------- | -------------------- | ------------------------- | -------------------- |
| 25           | 1            | «Sierra»                | Ron Underwood    | David Appelbaum      | 9 de enero de 2024        | 2.42                 |
| 26           | 2            | «Don't Look Up»         | Ron Underwood    | Christopher Hollier  | 16 de enero de 2024       | 2.18                 |
| 27           | 3            | «Maya»                  | Cherie Nowlan    | Rob Wright           | 23 de enero de 2024       | 2.14                 |
| 28           | 4            | «Fire Storm»            | Cherie Nowlan    | Onalee Hunter Hughes | 30 de enero de 2024       | 2.15                 |
| 29           | 5            | «The Road Home, Part 1» | Nick Gomez       | Jerome Schwartz      | 6 de febrero de 2024      | 2.06                 |
| 30           | 6            | «The Road Home, Part 2» | David M. Barrett | David Appelbaum      | 13 de febrero de 2024     | 2.03                 |

## Producción

### Desarrollo
El 15 de enero de 2020, La Brea recibió la orden de la producción de un piloto por parte de NBC. El piloto fue dirigido por Thor Freudenthal y escrito por David Appelbaum, quien se esperaba que produjera de forma ejecutiva junto a Avi Nir, Alon Shtruzman, Peter Traugott, Ken Woodruff y Rachel Kaplan. Las productoras implicadas en la serie son Keshet Studios y Universal Television. El 12 de enero de 2021, se anunció que NBC había ordenado la serie. La serie es creada por David Appelbaum. El 12 de noviembre de 2021, NBC renovó la serie para una segunda temporada. La segunda temporada se estrenó el 27 de septiembre de 2022. El 31 de enero de 2023, NBC renovó la serie para una tercera temporada de seis episodios, cuando se le ofreció al elenco salir de la serie a cambio de pagar una temporada tan corta, y aceptaron la oferta. El 20 de noviembre de 2023, NBC anunció que la tercera temporada sería la última de la serie. La tercera temporada se estrenó el 9 de enero de 2024.

### Casting
En febrero de 2020, se anunció a Michael Raymond-James, Karina Logue, Zyra Gorecki, Caleb Ruminer, Angel Parker, Catherine Dent, Veronica St. Clair, Jag Bal y Chiké Okonkwo en papeles principales, mientras Natalie Zea fue elegida para el papel principal. En marzo de 2020 Jon Seda y Rita Angel Taylor se unieron al elenco principal. El 4 de marzo de 2021, Eoin Macken y Jack Martin fueron elegidos para sustituir a Raymond-James y Ruminer, respectivamente, y Lily Santiago se incorporó al reparto principal. El 22 de marzo de 2021, Nicholas Gonzalez and Rohan Mirchandaney se unieron al elenco principal. En abril de 2021, Josh McKenzie fue elegido para un papel principal, mientras que Ione Skye fue elegida para un papel recurrente y Chloe De Los Santos fue elegida para sustituir a Taylor. El 12 de mayo de 2022, Tonantzin Carmelo y Michelle Vergara Moore fueron ascendidas al elenco principal para la segunda temporada. El 15 de julio de 2022, Jonno Roberts se unió al elenco en un papel recurrente para la segunda temporada. El 22 de septiembre de 2022, Martin Sensmeier se unió al elenco en un papel recurrente para la segunda temporada.

## Recepción

### Críticas
En Rotten Tomatoes la serie tiene un índice de aprobación del 29%, basado en 21 reseñas, con una calificación promedio de 4.5/10. El consenso crítico del sitio dice «Puede que haya un método en su locura, pero La Brea simplemente no se compromete con su loca premisa lo suficiente como para que se convierta en un espectáculo que merezca la pena ver, al menos no todavía». En Metacritic, tiene puntaje promedio ponderado de 44 sobre 100, basada en 9 reseñas, lo que indica «reseñas mixtas o medias».

### Audiencias

#### Temporada 1
| N.º | Título            | Fecha de emisión         | ÍA (18–49) | Audiencia (millones) | DVR (18–49) | Audiencia DVR (millones) | Total (18–49) | Audiencia total (millones) |
| --- | ----------------- | ------------------------ | ---------- | -------------------- | ----------- | ------------------------ | ------------- | -------------------------- |
| 1   | «Pilot»           | 28 de septiembre de 2021 | 0.8        | 6.37                 | —           | —                        | —             | —                          |
| 2   | «Day Two»         | 5 de octubre de 2021     | 0.6        | 5.05                 | —           | —                        | —             | —                          |
| 3   | «The Hunt»        | 12 de octubre de 2021    | 0.6        | 5.06                 | 0.3         | 2.58                     | 1.0           | 7.64                       |
| 4   | «The New Arrival» | 19 de octubre de 2021    | 0.6        | 5.12                 | 0.3         | 2.57                     | 0.9           | 7.69                       |
| 5   | «The Fort»        | 26 de octubre de 2021    | 0.6        | 5.20                 | —           | —                        | —             | —                          |
| 6   | «The Way Home»    | 2 de noviembre de 2021   | 0.4        | 4.03                 | —           | —                        | —             | —                          |
| 7   | «The Storm»       | 9 de noviembre de 2021   | 0.6        | 4.70                 | —           | —                        | —             | —                          |
| 8   | «Origins»         | 16 de noviembre de 2021  | 0.6        | 4.67                 | 0.4         | 2.41                     | 1.0           | 7.08                       |
| 9   | «Father and Son»  | 23 de noviembre de 2021  | 0.5        | 4.33                 | 0.3         | 2.28                     | 0.8           | 6.62                       |
| 10  | «Topanga»         | 30 de noviembre de 2021  | 0.5        | 4.94                 | 0.3         | 2.18                     | 0.9           | 7.12                       |

#### Temporada 2
| N.º | Título                   | Fecha de emisión         | ÍA (18–49) | Audiencia (millones) | DVR (18–49) | Audiencia DVR (millones) | Total (18–49) | Audiencia total (millones) |
| --- | ------------------------ | ------------------------ | ---------- | -------------------- | ----------- | ------------------------ | ------------- | -------------------------- |
| 1   | «The Next Day»           | 27 de septiembre de 2022 | 0.5        | 4.02                 | 0.3         | 2.16                     | 0.8           | 6.02                       |
| 2   | «The Cave»               | 4 de octubre de 2022     | 0.4        | 3.90                 | 0.2         | 2.03                     | 0.6           | 5.93                       |
| 3   | «The Great Escape»       | 11 de octubre de 2022    | 0.4        | 3.54                 | 0.2         | 1.78                     | 0.6           | 5.31                       |
| 4   | «The Fog»                | 18 de octubre de 2022    | 0.3        | 3.38                 | 0.2         | 1.80                     | 0.5           | 5.18                       |
| 5   | «The Heist»              | 25 de octubre de 2022    | 0.4        | 3.47                 | 0.2         | 1.60                     | 0.6           | 5.07                       |
| 6   | «Lazarus»                | 1 de noviembre de 2022   | 0.3        | 3.47                 | 0.2         | 1.58                     | 0.5           | 5.04                       |
| 7   | «1988»                   | 15 de noviembre de 2022  | 0.4        | 3.31                 | 0.2         | 1.73                     | 0.6           | 5.04                       |
| 8   | «Stampede»               | 31 de enero de 2023      | 0.3        | 2.20                 | —           | —                        | —             | —                          |
| 9   | «Murder in the Clearing» | 31 de enero de 2023      | 0.2        | 2.02                 | —           | —                        | —             | —                          |
| 10  | «The Return»             | 14 de febrero de 2023    | 0.3        | 2.12                 | —           | —                        | —             | —                          |
| 11  | «The Wedding»            | 21 de febrero de 2023    | 0.2        | 1.98                 | —           | —                        | —             | —                          |
| 12  | «The Swarm»              | 21 de febrero de 2023    | 0.2        | 1.72                 | —           | —                        | —             | —                          |
| 13  | «The Journey, Part 1»    | 28 de febrero de 2023    | 0.2        | 1.92                 | —           | —                        | —             | —                          |
| 14  | «The Journey, Part 2»    | 28 de febrero de 2023    | 0.2        | 1.77                 | —           | —                        | —             | —                          |

#### Temporada 3
| N.º | Título                  | Fecha de emisión      | ÍA (18–49) | Audiencia (millones) |
| --- | ----------------------- | --------------------- | ---------- | -------------------- |
| 1   | «Sierra»                | 9 de enero de 2024    | 0.2        | 2.42                 |
| 2   | «Don't Look Up»         | 16 de enero de 2024   | 0.2        | 2.18                 |
| 3   | «Maya»                  | 23 de enero de 2024   | 0.2        | 2.14                 |
| 4   | «Fire Storm»            | 30 de enero de 2024   | 0.2        | 2.15                 |
| 5   | «The Road Home, Part 1» | 6 de febrero de 2024  | 0.2        | 2.06                 |
| 6   | «The Road Home, Part 2» | 13 de febrero de 2024 | 0.2        | 2.03                 |